# Coracle

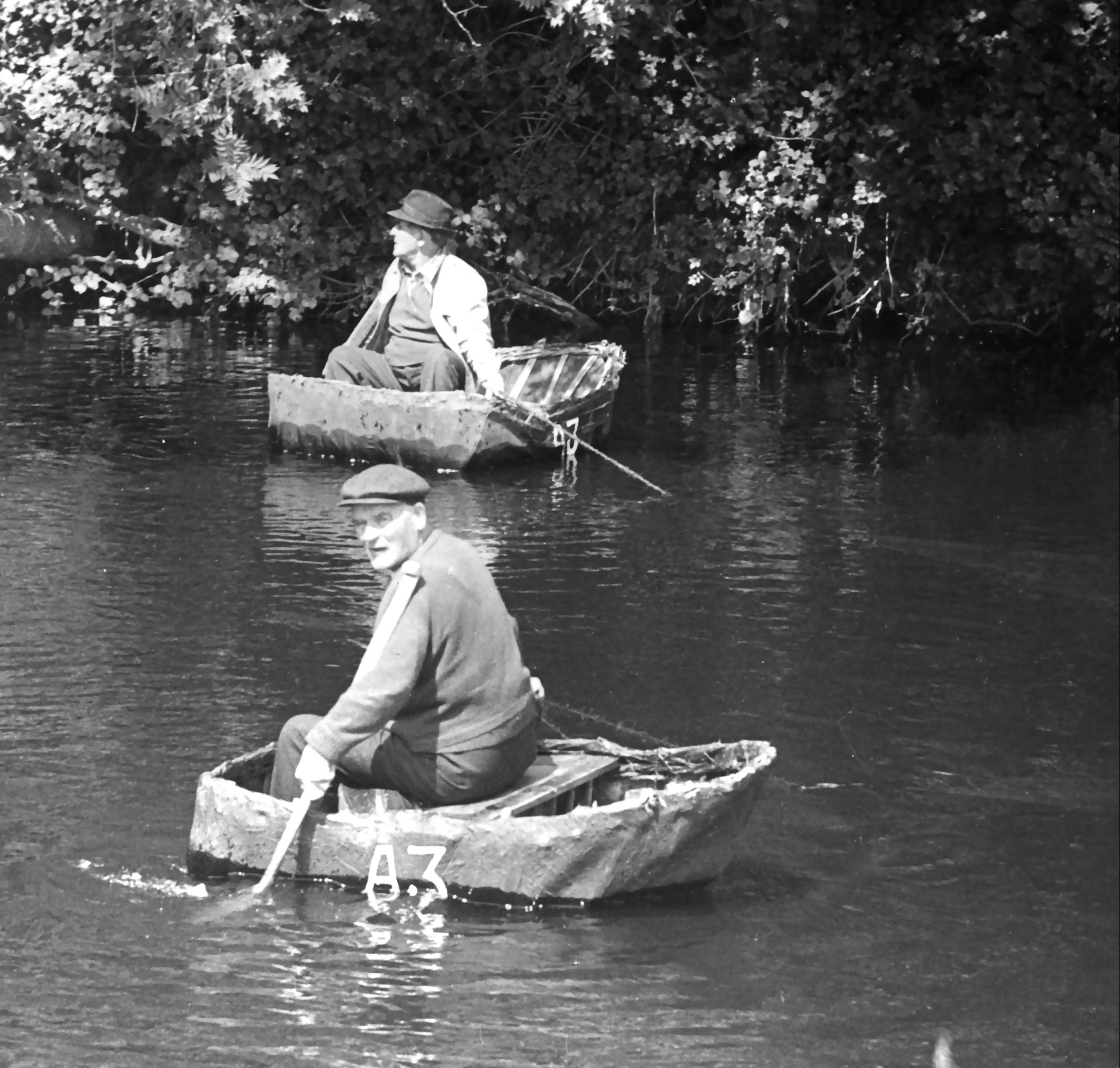
Dois coracles navegando as águas do rio Teifi, no País de Gales, foto tirada em 1972.

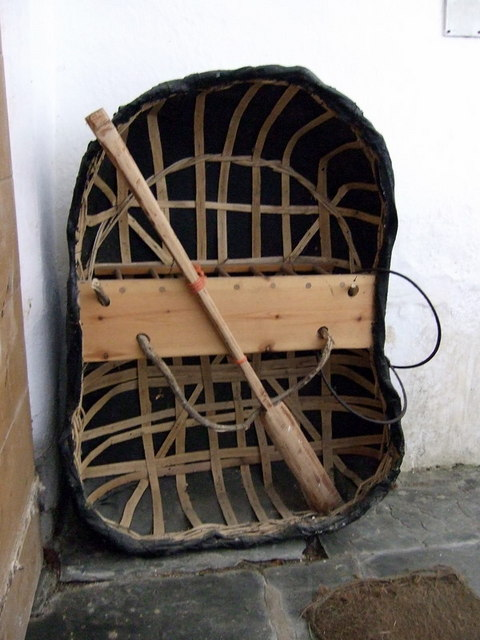
Coracle e seu remo

O coracle é um tipo antigo de embarcação construída em formato arredondado ou mais ou menos quadrado, mas nem sempre seguindo esse design típico, podendo ser comprido e possuir vários pares de remos.
O coracle foi utilizado por muitos povos do planeta através da história e continua sendo utilizado mesmo nos dias de hoje, seja como meio de transporte ou de recreação. Por exemplo: 
- Na América do Norte pela nação Mandan e pelos Cherokeess que o chamavam de bullboats (literalmente traduzido, barcas-touro).

- Na Europa, particularmente pelos povos celtas no País de Gales, na Irlanda e na Escócia.

- No Iraque, onde seu nome era gufa.

- Na Índia, ele continua sendo utilizado como meio de transporte e em atividades recreativas, é chamado de parisal.

- No Vietnã, onde o chamam de thung-chai.

- No Tibete, onde o chamam de ku-fru e kowas.

A construção e cultuação da tradição celta dos coracles continua viva na Escócia, Irlanda e Países Baixos. Em muitos casos os/as entusiastas do coracle na Europa utilizam lona tratada em vez do tradicional couro de animais. 